# Gameforge
Gameforge Productions GmbH (anciennement Gameforge GmbH) est une entreprise de jeux vidéo allemande, spécialisée dans les jeux par navigateur et les jeux en ligne massivement multijoueur.

## La société
La société, dont le siège se situe à Karlsruhe en Allemagne, est actuellement en évolution rapide. En 2007, elle annonçait engager 150 employés supplémentaires durant l'année afin d'atteindre un effectif d'environ 250 salariés.
Les serveurs français et italiens de Travian étaient gérés par Gameforge, mais Travian Games racheta la licence en février 2006.
En septembre 2006, Gameforge GmbH change son nom en Gameforge AG.
Gameforge GmbH a acquis le 21 décembre 2006 le studio de développement français Nevrax, lui permettant de créer une filiale en France. Gameforge France a été placée en liquidation judiciaire le 1er octobre 2007.

## Stratégie économique
GameForge a décidé de se développer en suivant un modèle dit « Freemium ». En effet, l'accès aux jeux est gratuit : il est possible de jouer indéfiniment gratuitement, mais chaque jeu dispose d'options payantes conférant des avantages importants (progression plus rapide dans le jeu, obtention immédiate d'équipements puissants et rares, capacités accrues…). Il est à noter que les options payantes arrivent progressivement dans les jeux, créant ainsi dans les communautés de joueurs des groupes jouant « sans options » et des groupes jouant « avec options », ces modifications et ajouts de fonctionnalités étant parfois mal perçues, les joueurs ayant souvent l'impression que Gameforge ne pense qu'aux bénéfices.
Outre les options payantes, la gestion des jeux, pour la plus grande partie, est faite bénévolement par les opérateurs, super-opérateurs qui réalisent le support technique, la correction de traduction, la surveillance du respect des règles, etc. et par les modérateurs et super-modérateurs la gestion et la surveillance du forum officiel.
Sur les forums, tous les joueurs peuvent signaler des bugs et des problèmes ou proposer des améliorations. Les bénévoles s'occupent de renvoyer ces informations à GameForge.
Ce système de gestion par des joueurs peut poser des problèmes quand il s'agit de vouloir s'adresser à un responsable, ou à l'entreprise elle-même. On trouve donc des "Community Managers" (CoMa) qui assurent la liaison entre Gameforge et la communauté et qui sont, eux, employés par Gameforge. À noter que chaque Community Manager gère plusieurs communautés.
De plus, le support pour les problèmes de paiements (gamepay) est géré par un service indépendant des bénévoles et commun à tous les jeux, et il est également géré par des salariés de l'entreprise.
La société décide courant 2016 de commencer à exporter ses jeux comme Metin2 ou TERA sur la plateforme de jeu Steam afin de pallier la perte de joueurs et à un chiffre d'affaires en baisse. Des récompenses et événements en jeu ont été ajoutés afin de fidéliser les nouveaux joueurs. Gameforge sort pour la première fois un jeu sur la plateforme Steam du nom de Dropzone de type MOBA.

## Les jeux
Les jeux créés et dont la gestion a été confié à Gameforge sont des jeux en ligne de stratégie (gestion/combat) massivement multijoueur, ayant pour environnement des univers persistants. La plupart sont des jeux par navigateur, mais Gameforge s'oriente désormais également vers les jeux en ligne nécessitant d'installer un logiciel client spécial.

## Jeux actuels
| Nom du jeu                                     | Univers thématique     | Avatar du joueur                                                                                                   | Éléments de base | Animateur de communauté |
| ---------------------------------------------- | ---------------------- | --- | --- | ----------------------- |
| 4Story                                         | Fantasy                | Félin, Humain, Fée                                                                                                 | | Pinky                   |
| Aion en Europe                                 | Fantasy                | Asmodiens et Elyséens (Balaurs étant une 3e faction, non jouable).                                                 | Armes et armures de bases, et équipements « gold » ainsi que des boosts d'xp reçus via des quêtes « d’événement ». Archétype de base des MMORPGS. Et une compétence de soin, « bandage » commune à toutes les classes du jeu. | Drestam                 |
| AirRivals (en) (N'appartient plus à GameForge) | Futuriste, Space opera | Gear | | -                       |
| BattleKnight                                   | Médiéval               | | | Paso                    |
| BiteFight                                      | Fantastique            | Un vampire ou un loup-garou                                                                                        | Arme, heaume et armure | Anemsalok               |
| Cabal (N'appartient plus à Gameforge)          | Fantastique            | Bretteur, guerrier, mage, archer…                                                                                  | Des classes de personnages, des aptitudes (combat, magie), des équipements et des armes, d'autres objets (potions, etc.). | -                       |
| Dropzone                                       | MOBA futuriste         | Trois unités simultanément (artilleur, tank, machine ou invocateur)                                                | Plateformes et équipements adaptés à la stratégie du joueur | -                       |
| Elsword (en)                                   | Fantastique            | Personnages définis                                                                                                | | Drestam                 |
| Europe 1400 (Jeu Fermé)                        | Médiéval               | Un citoyen (système de dynastie)                                                                                   | Gestion commerciale, 6 métiers au choix, pouvoir politique | -                       |
| Gladiatus                                      | Antiquité              | Un gladiateur | Une épée, un bouclier, une somme d'or et trois consommables | Paso                    |
| Ikariam                                        | Antiquité              | Empereur insulaire                                                                                                 | Colonise des îles pour agrandir ton empire | Paso                    |
| Kingdom Under Fire 2                           | MMORPG RTS             | Trois factions en guerre l’Alliance humaine, Dark Legion et les Encablossians pour la conquête du continent Bersia | Le jeu combine des jeux de rôle et de stratégie en temps réel . Le joueur doit contrôler un héros qui peut commander diverses troupes. Le joueur a le plein contrôle de son personnage et peut se déplacer librement avec ses troupes les suivant. Lorsque vous contrôlez d'autres unités, le jeu se déroule comme un RTS typique. les canons, par exemple, peuvent être utilisés pour abattre les murs du château et les lanciers pour protéger les troupes de la cavalerie | Galeas                  |
| KingsAge                                       | Médiévale              | Un roi | Un village, des villageois | Nightmare               |
| Metin 2                                        | Fantastique            | Guerrier, Sura, Ninja, Chamane                                                                                     | Arme de base 0 différente en fonction de la classe du personnage. Ainsi qu'un coffre remplit de surprise pouvant s'ouvrir tous les 10 niveaux. | Paso                    |
| NosTale                                        | MMORPG Fantastique     | Aventurier, Épéiste, Mage, Archer ou Artiste Martial avec différentes transformations (spécialités)                | Une classe débutante, trois classes avancées et une classe experte avec 10 spécialisations par classe avancée, 6 à l'heure actuelle pour la classe experte, et 4 spécialisations utilisable par toutes les classes, en plus de 3 spécialisations de type "métier". Ce qui porte le nombre de spécialités jouables à 43. Il est possible d'équiper son personnage avec des armes et armures ayant un niveau de rareté (de -2 à 8) et un niveau d'amélioration (+0 à +10), ainsi que l'améliorer avec des boosts temporaires (cartes de tarot, etc. ) ou permanents (runes et tatouages). Le personnage peut aussi être accompagné de partenaires et familiers capturables ou obtenables via des achats sur la boutique du jeu. | Drestam                 |
| OGame                                          | Futuriste, space opera | Empereur galactique                                                                                                | Une planète et des ressources | Drestam                 |
| SoulWorker (en)                                | MMORPG Action          | Humains | | Galeas                  |
| Tanoth (fermera le 31/07/20)                   | Fantastique            | Un guerrier | Équipement et 15 pierres de sang | Paso                    |
| TERA                                           | Fantastique            | Asmans, Castanics, Barakas, Haut-Elfes, Humains, Elins, Poporis                                                    | Équipement et bandage | Galeas                  |
| Ultimate Pirates                               | Piraterie              | | Une île et des bateaux pour affronter des monstres et d'autres joueurs | Drestam                 |
| WildGuns                                       | Far West               | Cowboy, Indien, Mexicain                                                                                           | Colonise/conquis des villages | Paso                    |
| Wizard101                                      | Magie                  | Sorciers (feu, glace, tempête, harmonie, vie, mythe ou mort)                                                       | Équipements (chapeaux, robes, bottes, baguettes magiques...) offrant des statistiques différentes en fonction du niveau du joueur. MMORPG qui s'appuie sur la réalisation de quêtes à travers différents mondes permettant au joueur de gagner des niveaux. | Anemsalok               |